# Skuffelse
Skuffelse er en tilstanden der opnås, når en persons forventninger til noget ikke indfries. Skuffelse kan skyldes flere ting, bl.a. for høje forventninger, eller simpel kvantitet.

## Eksempler
- Kan en person blive skuffet over en forlystelse i tivoli, hvis personen hele tiden har tænkt på at prøve den pågældende forlystelse, og når personen så prøver den, opdager at den ikke være så spændende eller sjov som forventet. I så fald vil personen være skuffet over forlystelsen.

Et andet eksempel ville være at se en virkelig flot kage, og så skulle spise den og opdage at den egentlig ikke smager af noget og den blot er pæn.
- En anden form for skuffelse skyldes simpel kvantitet. Eksempel: En person betaler 4000 kr. for et hotelværelse en nat. Værelset er dårligt, sengen er hård, gulvet knirker og håndvasken drypper. Personen er skuffet over at han ikke fik, hvad han betalte for.

Gældende for begge er at forventningerne ikke indfries, i første eksempel grundet for høje forventninger, i andet grundet normale forventninger, men dårlig kvalitet. Al skuffelse skyldes en uindfriet forventning.
Hvis man ønsker at undgå skuffelse, må man forsøge at være forventningsfri. Afskaffe forventningerne og gå ind til tingene uden at forvente noget, og i nuet. Opleve tingene som de er, og derefter danne sig et fremtidsbilled af dem på en æstetisk baggrund, frem for at danne et fremtidsbillede på en etisk baggrund.
--det at blive skuffet 'det var en stor skuffelse at festen måtte aflyses' --
 Der er for få eller ingen kildehenvisninger i denne artikel, hvilket er et problem. Du kan hjælpe ved at angive troværdige kilder til de påstande, som fremføres i artiklen.